# Iúçufe III de Granada
ʾAbū al-Ḥajjāj an-Nāṣir Yūsuf ben Yūsuf (em árabe: أبو الحجاج "الناصر" يوسف بن يوسف ou simplesmente Iúçufe III (1376 — 9 de novembro de 1417) foi o 13º rei nacérida de Granada, que reinou entre 13 de maio de 1408 e 1417. Apesar de herdeiro legítimo do seu pai Iúçufe II, quando este morreu quem subiu ao trono foi o seu irmão Maomé VII, a quem sucedeu após a sua morte.

## Biografia
Nos primeiros tempos do seu reinado, Abul Hajaje Iúçufe tenta pôr fim às guerras com Castela. Logo no primeiro ano como rei, consegue assinar um armistício, que no entanto seria anulado pela aliança de Castela com Aragão. Em 1408, o rei de Aragão Fernando I de Trastâmara era o regente do jovem rei de Castela João II, que tinha então três anos de idade.
A 26 de abril de 1410 começa a assediar a cidade granadina de Antequera; segue-se uma luta encarniçada entre Castelhanos e Granadinos durante quatro meses. Os Castelhanos empregam artilharia e máquinas de guerra, mas as torres de combate são incendiadas pelas forças nacéridas a 27 de junho. A 16 ou 25 de setembro os Castelhanos conseguem entrar na cidade e desfraldam os estandartes de Santiago e Santo Isidoro de Leão. A crónica de João II relata que a 1 de outubro «Fernando ordenou que a mesquita do interior do castelo fosse abençoada e que fosse batizada de São Salvador». Iúçufe III negocia um tratado de paz que é assinado a 10 de novembro de 1410 e irá durar até 1428.
A vitória em Antequera vale a Fernando o seu cognome de Fernando de Antequera. Foi a primeira vitória castelhana em terras do Alandalus desde a batalha do Salado em 1340 e coloca em evidência a vulnerabilidade do Reino Nacérida de Granada. A guerra civil no interior do emirado torna a situação ainda mais precária após a morte de Iúçufe III.
Iúçufe III morre em 1417, sendo sucedido pelo seu filho Maomé VIII al-Mutamassik, então com apenas seis anos de idade.

## Herança
Abul Hajaje Iúçufe era poeta e mandou construir a parte norte do palácio da Alhambra, em Granada. Este palácio caiu em ruínas após a conquista cristã em 1492 e atualmente o local onde se erguia é ocupado por jardins em socalcos.